# Självbetjäning

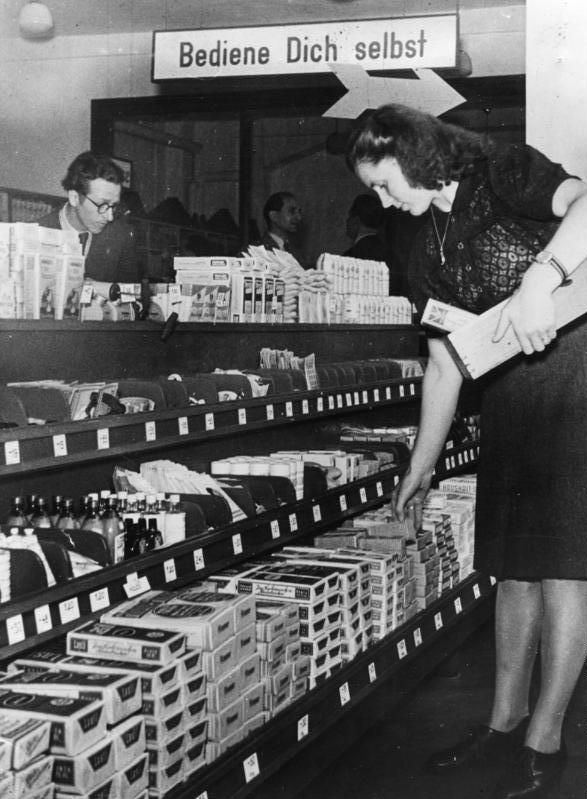
En av Västtysklands första självbetjäningsbutiker i Augsburg 1949

Självbetjäning, system i handel och annan service där kunden själv gör en stor del av arbetet. Självbetjäning inom handel har utvecklats sedan 1910-talet. 
Självbetjäning blir också allt mer etablerat som ett begrepp inom IT och supportområdet. Så kallad webbaserad självbetjäning eller self service fungerar som ett komplement till andra supportformer.
På matställen förekommer även ordet självservering, vilket syftar på att matgästen hämtar maten själv vid en disk.

## Exempel på självbetjäning
- Snabbköp
- Tvättomat
- ZervicePoint (Digital självbetjäning)